# 아리아드나 티르코바
아리아드나 블라디미로브나 티르코바(러시아어: Ариадна Владимировна Тыркова: 1869년 11월 13일 - 1962년 1월 12일)는 러시아 제국의 자유주의, 여성주의 정치인이자 언론인, 작가였다. 러시아 혁명 이후 영국으로 망명했다가 1950년대부터는 미국에서 살다 죽었다.